# New York Red Bulls
New York Red Bulls (tidigare namn New York/New Jersey MetroStars och MetroStars) är en professionell fotbollsklubb i New York i delstaten New York i USA som spelar i Major League Soccer (MLS).
Klubben spelar sina hemmamatcher på Red Bull Arena i Harrison i New Jersey. Klubbens högkvarter ligger i Secaucus i New Jersey. Klubbens färger är rött, vitt och gult.
Klubben har varit med i MLS sedan dess första säsong 1996 och har genomgått flera namnändringar. Från början hette klubben New York/New Jersey MetroStars till och med 1997. Från och med 1998 års säsong till nästan början av 2006 års säsong hette klubben bara MetroStars. Den 9 mars 2006 såldes klubben för drygt 100 miljoner dollar till det österrikiska företaget Red Bull GmbH och man bytte namn till New York Red Bulls. Försäljningen av klubben har varit omstridd bland fansen. Red Bull köpte även SV Austria Salzburg i Österrike och ändrade namnet till FC Red Bull Salzburg.
Klubben har aldrig vunnit ligamästerskapet MLS Cup eller den amerikanska cupen US Open Cup. Däremot har man två gånger (2013 och 2015) vunnit Supporters' Shield, som tilldelas klubben som tog flest poäng i grundserien.
Bland spelare som tidigare spelat för klubben kan nämnas Jozy Altidore, Juan Pablo Ángel, Michael Bradley, Youri Djorkaeff, Roberto Donadoni, Amado Guevara, Thierry Henry, Tim Howard, Juninho, Alexi Lalas, Rafael Márquez, Clint Mathis, Lothar Matthäus, Claudio Reyna, Jan Gunnar Solli och Adolfo Valencia. Bland klubbens tidigare tränare kan nämnas Hans Backe, Bob Bradley, Bora Milutinović, Carlos Alberto Parreira och Carlos Queiroz.

## Spelartrupp
| Nr | Land      | Pos | Namn                               |
| -- | --------- | --- | ---------------------------------- |
| 1  | Brasilien | MV  | Carlos Coronel                     |
| 2  | Uruguay   | F   | Lucas Monzón (lån från Danubio)    |
| 4  | Colombia  | F   | Andrés Reyes                       |
| 7  | England   | F   | Tom Edwards (lån från Stoke City)  |
| 8  | USA       | MF  | Frankie Amaya                      |
| 9  | Polen     | A   | Patryk Klimala                     |
| 10 | Skottland | MF  | Lewis Morgan                       |
| 11 | England   | A   | Ashley Fletcher (lån från Watford) |
| 12 | USA       | F   | Dylan Nealis                       |
| 15 | USA       | F   | Sean Nealis                        |
| 16 | England   | MF  | Dru Yearwood                       |
| 17 | USA       | A   | Cameron Harper                     |
| 18 | USA       | MV  | Ryan Meara                         |
| 19 | Venezuela | MF  | Wikelman Carmona                   |

| Nr | Land      | Pos | Namn                              |
| -- | --------- | --- | --------------------------------- |
| 21 | USA       | MF  | Omir Fernandez                    |
| 22 | USA       | A   | Serge Ngoma                       |
| 23 | Venezuela | MF  | Cristian Cásseres Jr.             |
| 24 | Frankrike | F   | Jason Pendant                     |
| 28 | USA       | A   | Zachary Ryan                      |
| 33 | USA       | F   | Aaron Long                        |
| 37 | USA       | MF  | Caden Clark (lån från RB Leipzig) |
| 40 | USA       | MV  | AJ Marcucci                       |
| 47 | USA       | F   | John Tolkin                       |
| 74 | USA       | A   | Tom Barlow                        |
| 82 | Brasilien | MF  | Luquinhas                         |
| 91 | Portugal  | MF  | Bento Estrela                     |
| -  | USA       | MF  | Daniel Edelman                    |
| -  | Venezuela | MF  | Jesús Castellano                  |

### Utlånade spelare
| Nr | Land    | Pos | Namn                                           |
| -- | ------- | --- | ---------------------------------------------- |
| 67 | USA     | A   | Omar Sowe (i Breidablik till 31 December 2022) |
| -  | Danmark | MV  | David Jensen (i Westerlo till 30 juni 2022)    |

| Nr | Land | Pos | Namn                                                    |
| -- | ---- | --- | ------------------------------------------------------- |
| -  | USA  | A   | Jake LaCava (i Tampa Bay Rowdies till 30 november 2022) |